# Exeter City F.C.
Exeter City Football Club er en engelsk fodboldklub, som kommer fra Exeter i det sydvestlige England. Klubben spiller i League One. Klubbens hjemmebane er St James Park, hvor der er plads til 8.830 tilskuere.